# Signe Bergman
Signe Wilhelmina Ulrika Bergman (Estocolmo, 1869-Solna, 1960) fue una suffragette sueca, figura central del movimiento sufragista sueco de principios del siglo XX. Fue presidenta de la Asociación Nacional para el Sufragio de la Mujer o LKPR entre 1914-1917 y delegada sueca de la Alianza Internacional por el Sufragio de la Mujer entre 1909-1920. Además de ser la organizadora del congreso de la Sexta Conferencia de la Alianza Internacional por el Sufragio Femenino en 1911 y la editora del artículo de la LKPR, Rösträtt för kvinnor (Sufragio femenino).

## Biografía
Bergman nació en una familia de funcionarios de Estocolmo, su origen burgués y la familia numerosa le garantizaron una educación completa y le proporcionaron una red social que aprovechó en sus actividades posteriores. Su educación se basó principalmente en los valores burgueses más importantes, como los logros individuales, el autocontrol, el llevar un estilo de vida adecuado y la creencia en el poder del conocimiento y la educación. Su ética de trabajo fue evidente desde muy pronto: "el trabajo es la morfina de la vida", afirmó en una carta escrita cuando era joven.
Cuando terminó la escuela, Bergman se fue a vivir con una pariente llamada Martina Bergman-Österberg, que vivía en Inglaterra y dirigía un reputado instituto para formar a futuras profesoras. Durante esta época en Gran Bretaña cuando Signe Bergman conoció a las sufragistas británicas, aunque con el paso del tiempo se dio cuenta de que sus métodos no eran el tipo de cosas que las mujeres suecas debían emular. Cuando Signe Bergman regresó a su país, trabajó como cajera en el  banco hipotecario general de Suecia, Hypoteksbanken, trabajo que conservó hasta su jubilación.Bergman vivía sola en una época en la que se consideraba más adecuado que una mujer profesional de clase media compartiera su piso con una compañera por modestia. Fue una de las principales figuras del movimiento sufragista sueco, si no la más famosa durante su vida. Bergman fue de gran importancia para el trabajo político del movimiento sufragista, estableciendo contactos, influyendo en la opinión pública y llevando a cabo campañas.
En 1902, se presentaron al Parlamento sueco dos mociones relativas a la reforma del sufragio femenino. Uno fue el del ministro de Justicia, Hjalmar Hammarskjöld, quien sugirió que los hombres casados recibieran dos votos, ya que se podía considerar que también votaban en lugar de sus esposas. La otra moción fue presentada por Carl Lindhagen, quien sugirió el sufragio femenino. La sugerencia de Hammarskjöld despertó la ira entre las activistas por los derechos de las mujeres, que formaron un grupo de apoyo para la moción Lindhagen. Se fundó la Asociación Nacional para el sufragio femenino en 1902. Aunque  Bergman no estaba presente cuando se fundó la asociación y no se unió a ella hasta unos años después de que se iniciaran los esfuerzos de movilización de masas, se convirtió en un punto central dentro de la asociación en una etapa temprana. Fue miembro del comité ejecutivo de Landsföreningen för kvinnans politiska rösträtt (LKPR) (Asociación Nacional para el Sufragio de la Mujer) de 1907 a 1919. Fue secretaria de 1909 a 1911, vicepresidenta de 1912 a 1913 y presidenta de 1913 a 1917. Dirigió y delegó el trabajo de la gran organización nacional, que contaba con 17.000 miembros y 260 asociaciones locales en toda Suecia. Se retiró de la presidencia en el otoño de 1917 tras la gran decepción que supuso que la primera cámara del parlamento no admitiera a las mujeres a pesar de que habían prometido hacerlo y había una mayoría en el parlamento de partidos favorables al sufragio femenino.
Entre 1909-1920, fue miembro de la Alianza Internacional por el Sufragio Femenino y representó a Suecia en varios congresos internacionales de sufragio. También fue la organizadora de las dos peticiones celebradas en 1903 y 1913 en las que se reunieron casi medio millón de nombres de mujeres a favor del sufragio. Organizó la Sexta Conferencia de la Alianza Internacional por el Sufragio Femenino celebrada en 1911, en la que Selma Lagerlöf pronunció un discurso muy famoso, y gestionó las conexiones internacionales y los viajes al extranjero para asistir a conferencias y reuniones. Envió conferenciantes a los círculos existentes para ayudar a crear nuevos círculos o para revitalizar los que habían quedado inactivos. Organizó peticiones a los parlamentarios y a la monarquía. De este modo, Bergman se mantuvo al tanto del movimiento en su totalidad y se aseguró de que se mantuvieran tanto las actividades como los servicios de información y de que la prensa estuviera al tanto de todo. Bergman también estuvo detrás del órgano Rösträtt för kvinnor, que se publicó por primera vez en 1912.
En una entrevista en el periódico Idun en 1911, explicó por qué se involucró activamente en la lucha por el sufragio femenino:

Fue por la segunda moción sobre el sufragio femenino presentada por Carl Lindhagen que fue expuesta a la burla y simplemente rechazada. Fue por nuestro bien que luchó, entonces ¿no deberían las mujeres como yo dar la cara?

Ese mismo 1911, la presidenta de la LKPR, políticamente de derechas, Lydia Wahlström, dimitió oficialmente como presidenta por motivos de salud. En realidad, la LKPR, que tenía una política de neutralidad política, había adoptado una nueva política para boicotear al partido político que se oponía al sufragio femenino. Esto significó que la LKPR ya no era políticamente neutral, ya que los únicos partidos suecos que se oponían al sufragio femenino eran los conservadores. Como Wahlström era conservadora, dimitió, lo que provocó conflictos entre las mujeres de derecha y de izquierda en la LKPR. Como Bergman, a quien se consideraba la opción obvia para el próxima presidenta, era conocida por sus opiniones socialistas, la anterior y más apolítica presidenta Anna Whitlock fue considerada una opción menos controvertida. Por lo tanto, Bergman no fue nombrada formalmente presidenta hasta que los conflictos se calmaron en 1914.
Bergman murió el 9 de mayo de 1960. Está enterrada en el cementerio Norra de Solna.

## Reconocimientos
- El Riksarkivet (Archivo Nacional de Suecia) y el Riksdagbiblioteket (Biblioteca Parlamentaria) han bautizado sus colecciones de cartas sufragistas con el nombre de Signe Bergman, lo que revela que  se dedicó activamente a recopilar documentos y memorias para futuros investigadores para cuando el sufragio femenino finalmente se promulgara.[3]